# Гельдыев, Ата (партийный деятель)
Ата Гельдыев (1901 — ?) — советский государственный деятель, председатель Ташаузского окружного исполкома.
Родился в ауле Ого-мене Красноводского уезда в семье бедного крестьянина. Туркмен. Член РКП(б) с 1926 г.
Учился в мектебе (1911—1912), в русско-туркменской и городской школах (1912—1916), в Бакинском коммерческом училище (1916—1919, не окончил).
В 1919—1923 гг. работал в хозяйстве отца.
- 1923—1924 ответственный секретарь Красноводского уездного исполкома.
- 1924 — инструктор Красноводского райкома РКП(б).
- 1924—1926 ответственный секретарь Красноводского уездного исполкома.
- с марта по 19 сентября 1926 г. — ответственный секретарь Ашхабадского окружного исполкома.
- 1926—1927 председатель Ташаузского окружного суда.
- с марта по ноябрь 1927 г. — ответственный секретарь Ташаузского окрисполкома.
- 10 ноября 1927 по октябрь 1928 г. — заместитель наркома труда Туркменской ССР.

С октября 1928 г. — председатель Ташаузского окружного исполкома. 20.09.1930 Ташаузский округ упразднен.
В 1930—1933 гг. работал в Ташаузском и Керкинском земотделах. С 1933 г. начальник Управления по лесу Наркомзема Туркменской ССР. В декабре 1934 года исключён из партии как националист, член организации «Туркмен азатлыгы».
Дальнейшую судьбу Ата Гельдыева выяснить пока не удалось.